# Parafia św. Stanisława Biskupa i Męczennika w Skarbimierzu
Parafia Świętego Stanisława Biskupa i Męczennika – rzymskokatolicka parafia w Skarbimierzu. Parafia należy do dekanatu Brzeg południe w archidiecezji wrocławskiej.  

## Historia parafii
Parafia w Skarbimierzu została erygowana decyzją kardynała Henryka Gulbinowicza, metropolity wrocławskiego z dnia 25 czerwca 1998 roku. Obsługiwana jest przez kapłana archidiecezjalnego. 

## Liczebność i zasięg parafii
Parafię zamieszkuje 2443 mieszkańców, zasięgiem duszpasterskim obejmuje ona miejscowości Skarbimierz oraz  Skarbimierz-Osiedle:
- Akacjową,
- Biedronkową,
- Brzozową,
- Cisową,
- Dębową,
- Jaśminową,
- Kasztanową,
- Klonową,
- Lipową,
- Modrzewiową,
- Motoryzacyjną,
- Parkową,
- Pępicką,
- Smaków,
- Topolową,
- Wierzbową[2].

### Szkoły i przedszkola
- Publiczne Przedszkole w Skarbimierz,
- Publiczna Szkoła Podstawowa w Skarbimierz (klasy od I do VI),
- Publiczne Gimnazjum w Skarbimierz[2].

## Parafialne księgi metrykalne
| Księgi metrykalne | Okres ewidencji |
| ----------------- | --------------- |
| chrztów           | od 1998         |
| ślubów            | od 1998         |
| zgonów            | od 1998         |

## Grupy parafialne
- Żywy Różaniec,
- Zespół Charytatywny,
- Chór Parafialny,
- Schola,
- Lektorzy,
- Ministranci,
- Rada Parafialna,
- Wspólnota Krwi Chrystusa,
- Dzieci Maryi,
- Eucharystyczny Ruch Młodych[3].

## Proboszczowie
- ks. Stanisław Grzechynka (1998–2025)[4][3]
- ks. Andrzej Augustyn (2025–)[5]